# Donato Laraspata
Donato Laraspata (Bari, 2 ottobre 1957) è un criminale italiano, uno dei più noti boss della criminalità barese negli anni '90 e capo dell'allora potente, oggi estinto, clan Laraspata.

## Storia
Donato Laraspata, detto "U 'Nonn", più grande di quattro fratelli (Michele, Tommaso detto "U 'Professor", e Raffaele, alias "Feluccio") ha fondato il suo clan nel 1993 a Bari Vecchia, che all’epoca era il feudo del clan Capriati. Per ottenere una posizione di rilievo, dopo aver iniziato a gestire il traffico di sigarette, armi e droga provenienti dal Montenegro, Donato e il suo clan furono costretti a prendere le armi e a combattere. Costituirono un piccolo esercito di giovani spietati e intraprendenti. Uno su tutti in particolare il più spietato Cosimo Laraspata detto lo Zingaro. Cominciarono dalle zone del quartiere Libertà, dove affrontarono il clan di Francesco Biancoli, ormai in declino, che perse la guerra nel giro di pochi mesi, tra una lunga scia di morti senza alcuna misericordia. Furono costretti alla resa. Dopo, il suo clan scatenò una sanguinosa faida contro i Capriati a Bari vecchia.
A metà degli anni '90, Donato esercitava un potere enorme nelle attività illegali a Bari, il predominio del suo clan si estese rapidamente grazie al controllo del contrabbando di sigarette e del traffico di droga, sostenuto da una rete di affiliati in Montenegro. Questa influenza internazionale permise al clan di prosperare anche quando le indagini della Procura di Bari nel 1997 portarono all'arresto di gran parte dei clan baresi. Infatti, dal 1997 con l'intensificarsi delle operazioni di polizia, i vertici del clan Laraspata, tra cui Donato e i suoi fratelli, si rifugiarono in Montenegro.

### L'arresto e la scarcerazione
Donato Laraspata fu catturato nel 1999 in Montenegro, estradato in Italia nell'ottobre dello stesso anno e condannato a 30 anni di reclusione. Dopo il suo arresto, il suo clan venne completamente smantellato, i suoi fratelli Tommaso e Raffaele, dopo il loro arresto, decisero di collaborare con la giustizia, e il cognome Laraspata è diventato soltanto un ricordo nella criminalità barese, mentre i pochi affiliati rimasti del clan di Donato passarono nel allora nascente clan Strisciuglio.
Nel giugno 2024, dopo quasi 25 anni di carcere, Laraspata è stato scarcerato. Secondo il suo avvocato, lui è tornato a Bari vecchia da sua moglie e dai suoi figli. Ancora secondo l'avvocato, Laraspata è una persona che ha riflettuto e che ha scontato la sua pena fino all'ultimo.